# Benjamin Pintol
Benjamin Pintol (* 19. Mai 1990 in Sarajevo) ist ein momentan vereinsloser deutsch-bosnischer Fußballspieler, der meist im offensiven Mittelfeld eingesetzt wird.

## Karriere
Der in Bosnien geborene und in Hessen aufgewachsene Benjamin Pintol wechselte in seiner Jugend mehrfach den Verein. Über die DJK Schwarz Weiss Frankfurt-Griesheim, den FSV Frankfurt, Eintracht Frankfurt, den 1. FSV Mainz 05 und Kickers Offenbach kehrte er 15-jährig zum FSV zurück.
Bei den Bornheimern verbrachte er dann die weiteren Jugendjahre und konnte als größten Erfolg den Aufstieg mit der U-17 in die Juniorenbundesliga verzeichnen. 2009 rückte er aus dem Juniorenbereich in die zweite Mannschaft auf. Nachdem die erste Mannschaft mit zwei Niederlagen zum Auftakt einen Fehlstart in die neue Saison verzeichnet hatte und Junior Ross auf seiner Position im zentralen offensiven Mittelfeld verletzungsbedingt ausgefallen war, wurde Pintol an Stelle seiner in den Kader der Zweitligamannschaft befördert. Am 22. August 2009 erhielt er seinen ersten Profieinsatz und kam in der Vorrunde der Saison 2009/10 noch mehrmals zum Einsatz. In der Zweitligasaison 2010/11 stand er wiederum im Profikader, kam aber lediglich in der U-23-Elf in der Regionalliga Süd zum Einsatz. Am Saisonende verließ er schließlich den Verein.
Vom 30. Januar 2012 an stand er beim West-Regionalligisten Eintracht Trier unter Vertrag, kam aufgrund von Verletzungsproblemen erst in der Endphase der Saison in neun Spielen zum Einsatz, in denen er zwei Tore erzielte. Im Sommer kehrte Pintol nach Frankfurt zurück, wo er sich der Regionalliga-Vertretung der Eintracht anschloss.
Zur Saison 2013/14 wechselte Pintol zu Kickers Offenbach, für die er bereits in der Jugend gespielt hatte. Am 5. Mai 2016 gab der Drittligist Hallescher FC die Verpflichtung Pintols zur neuen Saison bekannt. Sein Debüt für den Halleschen FC krönte er am 30. Juli 2016 (1. Spieltag) beim 3:0-Sieg im Auswärtsspiel gegen Rot-Weiß Erfurt mit dem Führungstreffer in der dritten Minute. Die Saison 2018/19 spielte er dann für den SC Fortuna Köln und ist seitdem ohne neuen Verein.

## Erfolge
- Aufstieg in die U-17-Bundesliga mit der Jugendmannschaft des FSV Frankfurt
- Hessenmeister und Aufstieg in die Regionalliga mit FSV Frankfurt U-23 2010

## Einzelnachweis
1. ↑  Hallescher Fussballclub e.V.: Erster Neuzugang: Benjamin Pintol kommt aus Offenbach. In: Hallescher FC e.V. Archiviert vom Original am 5. Mai 2016; abgerufen am 5. Mai 2016.

| Personendaten    | Personendaten                     |
| ---------------- | --------------------------------- |
| NAME             | Pintol, Benjamin                  |
| KURZBESCHREIBUNG | deutsch-bosnischer Fußballspieler |
| GEBURTSDATUM     | 19. Mai 1990                      |
| GEBURTSORT       | Sarajevo, Jugoslawien             |